# Стивън Харпър
Стивън Джоузеф Харпър (на английски: Stephen Joseph Harper) е канадски политик. Той е 22–рият премиер-министър на Канада от 6 февруари 2006 до 4 ноември 2015 г.

## Биография
Завършил е икономика в Калгарския университет. От 1991 г. е женен, има син (р. 1996) и дъщеря (р. 1999).

## Политическа кариера
В политически план е сред основателите на Реформистката партия и на Канадския алианс. Лидер е на Консервативната канадска партия от 2004 г.